# Build-A-Bear Workshop
Build-A-Bear Workshop, Inc. es un minorista estadounidense con sede en Overland, Missouri, que vende ositos de peluche y otros animales de peluche y personajes. Los clientes pasan por un proceso interactivo en el que el animal de peluche de su elección se ensambla y se adapta a sus propias preferencias durante su visita a la tienda. Build-A-Bear Workshop es la cadena más grande que opera en este estilo. El lema de la compañía fue "Donde se hacen los mejores amigos" de 1997-2013 cuando se cambió a "Lo más divertido que jamás haya hecho". A partir de abril de 2019, el presidente/CEO de la compañía es Sharon Price John.

## Historia

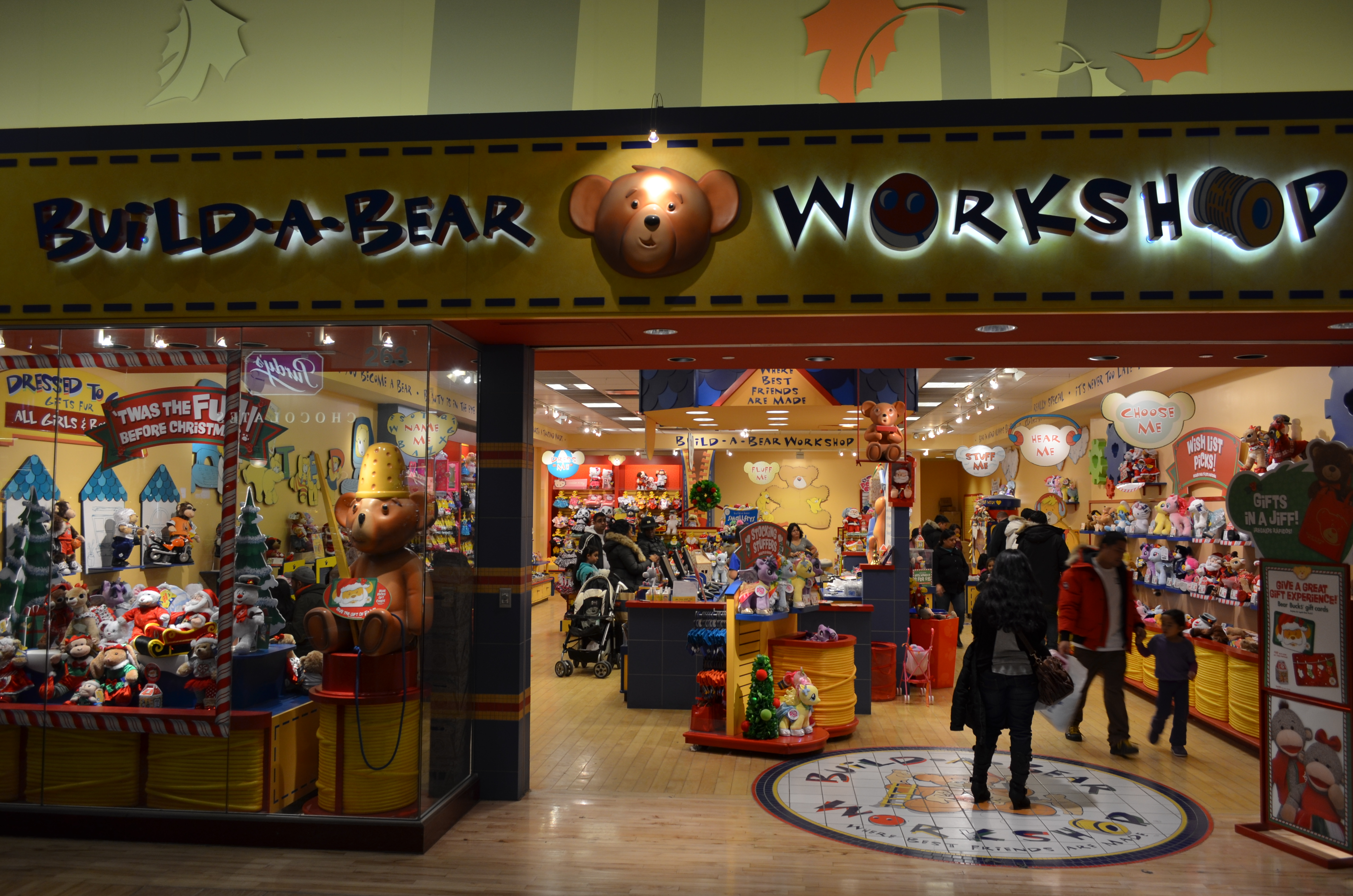
Un taller de Build-A-Bear en Vaughan Mills en Toronto

La expresidenta de Payless ShoeSource, Maxine Clark, fundó Build-A-Bear en 1997. Adrienne Weiss Co. fue contratada para desarrollar el concepto. La primera tienda se abrió en Saint Louis Galleria en Richmond Heights, Missouri. 
En 1998, Build-A-Bear tomó inversiones de Kansas City Equity Partners y Windsor Capital. A finales de año, la compañía había abierto cuatro tiendas.
Walnut Capital Partners invirtió US$5 millones para la expansión en 1999. La expansión consistió en tiendas abiertas en las principales ciudades para llevar la cadena a 14 tiendas.[cita requerida]
Clark sacó la compañía a la bolsa en 2004.
Algunas ubicaciones de Build-A-Bear Workshop comenzaron a probar el concepto de "haz tu propia muñeca" a principios de 2004. En noviembre de 2004, Clark abrió la primera tienda Friends 2B Made con este concepto en Robinson, cerca de Pittsburgh, Pennsylvania, seguido de una ubicación en Columbus, Ohio, el 19 de noviembre de 2004. Para 2006, había 9 tiendas Friends 2B Made en funcionamiento. Para 2009, todos estaban cerrados o convertidos en puntos de venta de Build-A-Bear.
The Game Factory desarrolló y lanzó un videojuego Build-A-Bear Workshop para la plataforma Nintendo DS en noviembre de 2007. Un juego Build-A-Bear para Nintendo Wii, subtitulado A Friend Fur All Seasons, fue lanzado en 2008.
Build-A-Bear lanzó una película, disponible en el iPad a través de MoPix, en diciembre de 2011. Cepia, LLC resolvió una demanda por infracción de patentes y derechos de autor sobre un oso que cambia de color contra BAB en 2013. También en 2013, la fundadora Maxine Clark se retiró como CEO, y Sharon Price John asumió el cargo. En 2015, una demanda buscó daños y perjuicios por discriminar a las personas ciegas y la falta de máquinas de punto de venta accesibles para ciegos en las tiendas Build-a-Bear.
El 12 de julio de 2018, Build-A-Bear celebró un evento en el Reino Unido, Estados Unidos y Canadá donde los clientes podían pagar la edad de sus hijos por un oso. El precio relativamente bajo de los ositos de peluche para los niños más pequeños atrajo a un gran número de personas, abrumando las tiendas de la franquicia, así como muchos centros comerciales en los que se encontraban las franquicias Build-A-Bear. El evento provocó un aumento en la conciencia pública de la marca Build-A-Bear, según una encuesta posterior de YouGov, que fue casi negativa. Sharon Price John, presidente y CEO, se disculpó; La compañía declaró que aquellos que habían esperado en línea recibirían cupones.
Durante la temporada de vacaciones de 2018, Build-A-Bear abrió seis tiendas piloto emergentes en las tiendas Walmart. El éxito del piloto condujo a la expansión de Build-A-Bear en otras 25 ubicaciones de Walmart en 2019.
La compañía lanzó una estación de radio en octubre de 2018. Build-A-Bear Workshop se asoció con Arts Music y Warner Chappell Music de Warner Music Group en julio de 2019 para asociarse en un sello musical de Build-A-Bear. Patrick Hughes y Harvey Russell se unieron para guiar la etiqueta.
Con un anuncio de haber asegurado un acuerdo con Sony Pictures Worldwide Acquisitions en un informe de ganancias del segundo trimestre de agosto de 2019, Build-A-Bear estaba iniciando una entidad de producción interna, Build-A-Bear Entertainment. La primera película planeada será la película The Honey Girls, que publica canciones y videos musicales en su canal de YouTube. El CEO Price John también indicó que dos películas navideñas están en desarrollo para el canal Hallmark, y la primera se transmitirá en el invierno de 2019.

## Mezcla de productos
Más allá de los osos construidos, la tienda llevaba otra mercancía, "Bearaphenalia", para alentar a los negocios repetidos. Estos artículos incluían dulces, tarjetas de felicitación, joyas, papelería, pegatinas y camisetas. Además, las tiendas tenían un fotomatón que convierte las imágenes en pegatinas.